# Játék és szenvedély
A Játék és szenvedély (eredeti cím: Oscar and Lucinda) 1997-ben bemutatott romantikus filmdráma Gillian Armstrong rendezésében. A forgatókönyvet Peter Carey regénye alapján Laura Jones írta. A főbb szerepekben Ralph Fiennes és Cate Blanchett látható.

## Történet
A kétes erkölcsű pap, Oscar és az ausztrál üzletasszony, Lucinda egyetlen közös vágya egy üvegből készített templom. Hogy meglegyen a pénz, a cél szentesíti az eszközt alapon szerencsejátékokkal próbálják összeszedni a rávalót. Mikor a kaszinó bezár, jöhet a szerelem. De mit szól mindehhez a pápa?

## Szereplők
| Szereplő                  | Színész          | Magyar hang      |
| ------------------------- | ---------------- | ---------------- |
| Oscar Hopkins             | Ralph Fiennes    | Czvetkó Sándor   |
| Lucinda Leplastrier       | Cate Blanchett   | Csere Ágnes      |
| Dennis Hasset tiszteletes | Ciarán Hinds     | Csernák János    |
| Hugh Stratton             | Tom Wilkinson    | Cs. Németh Lajos |
| Mr. Jeffris               | Richard Roxburgh | Kőszegi Ákos     |
| Theophilus                | Clive Russell    | Helyey László    |
| Percy Smith               | Bille Brown      | Papp János       |
| Miriam Chadwick           | Josephine Byrnes | Orosz Anna       |
| Wardley-Fish              | Barnaby Kay      | Háda János       |
| Betty Stratton            | Linda Bassett    | Zsurzs Kati      |
| Jimmy D'Abbs              | Barry Otto       | Pathó István     |
| narrátor                  | Geoffrey Rush    | Fazekas István   |